# Grania reducta
Grania reducta är en ringmaskart som beskrevs av Coates 1985. Grania reducta ingår i släktet Grania och familjen småringmaskar. Inga underarter finns listade i Catalogue of Life.